# 乔其纱
乔其纱，又称乔其绉，一种丝织物，以强捻绉为经、绉为纬织造。乔其纱为法语“georgette”的音译。乔其纱质地轻薄，富有弹性，具有良好的透气性。根据乔其纱所用原料，可分为真丝乔其纱、人造丝乔其纱、涤丝乔其纱、交织乔其纱等几种。